# Leocidpasia
× Leocidpasia (abreviado Lcdpa) es un híbrido intergenérico entre los géneros de orquídeas Aspasia × Leochilus × Oncidium. Fue publicado en Orchid Rev. 98(1162, cppo): 9 (1990).